# Liste der Nummer-eins-Hits in Kanada (1977)
Diese Liste enthält alle Nummer-eins-Hits in Kanada im Jahr 1977. Es gab in diesem Jahr 37 Nummer-eins-Singles.
| Singles | Alben |
| --- | ----- |
| - Rod Stewart – Tonight's the Night - 1 Woche (1. Januar – 7. Januar) - Captain & Tennille – Muskrat Love - 1 Woche (8. Januar – 14. Januar) - Marilyn McCoo & Billy Davis, Jr. – You Don't Have to Be a Star (To Be in My Show) - 1 Woche (15. Januar – 21. Januar) - Leo Sayer – You Make Me Feel Like Dancing - 1 Woche (22. Januar – 28. Januar) - The Sylvers – Hot Line - 1 Woche (29. Januar – 4. Februar) - Stevie Wonder – I Wish - 1 Woche (5. Februar – 11. Februar) - Rose Royce – Car Wash - 1 Woche (12. Februar – 18. Februar) - Manfred Mann’s Earth Band – Blinded by the Light - 1 Woche (19. Februar – 25. Februar) - Mary MacGregor – Torn Between Two Lovers - 1 Woche (26. Februar – 4. März) - Eagles – New Kid in Town - 1 Woche (5. März – 11. März) - Barbra Streisand – Love Theme from A Star Is Born - 3 Wochen (12. März – 1. April) - ABBA – Dancing Queen - 2 Wochen (2. April – 15. April) - 10cc – The Things We Do For Love - 1 Woche (16. April – 22. April) - David Soul – Don't Give Up on Us - 1 Woche (23. April – 29. April) - Eagles – Hotel California - 2 Wochen (30. April – 13. Mai) - Glen Campbell – Southern Nights - 1 Woche (14. Mai – 20. Mai) - Leo Sayer – When I Need You - 2 Wochen (21. Mai – 3. Juni) - KC and the Sunshine Band – I'm Your Boogie Man - 1 Woche (4. Juni – 10. Juni) - Stevie Wonder – Sir Duke - 1 Woche (11. Juni – 17. Juni) - Fleetwood Mac – Dreams - 1 Woche (18. Juni – 24. Juni) - Kenny Rogers – Lucille - 1 Woche (25. Juni – 1. Juli) - Bob Seger – Mainstreet - 1 Woche (2. Juli – 8. Juli) - Alan O’Day – Undercover Angel - 2 Wochen (9. Juli – 22. Juli) - Shaun Cassidy – Da Doo Ron Ron - 1 Woche (23. Juli – 29. Juli) - Peter Frampton – I'm in You - 1 Woche (30. Juli – 5. August) - Alan O’Day – Undercover Angel - 3 Wochen (6. August – 26. August) - Pablo Cruise – Whatcha Gonna Do? - 1 Woche (27. August – 2. September) - Rita Coolidge – (Your Love Has Lifted Me) Higher and Higher - 1 Woche (3. September – 9. September) - Fleetwood Mac – Don't Stop - 1 Woche (10. September – 16. September) - James Taylor – Handy Man - 3 Wochen (17. September – 30. September) - Electric Light Orchestra – Telephone Line - 2 Wochen (1. Oktober – 14. Oktober) - KC and the Sunshine Band – Keep It Comin' Love - 1 Woche (15. Oktober – 21. Oktober) - Meco – Star Wars Theme/Cantina Band - 1 Woche (22. Oktober – 28. Oktober) - Shaun Cassidy – That's Rock 'N' Roll - 1 Woche (29. Oktober – 4. November) - Debby Boone – You Light Up My Life - 5 Wochen (5. November – 9. Dezember) - Crystal Gayle – Don't It Make My Brown Eyes Blue - 2 Wochen (10. November – 23. Dezember) - Bee Gees – How Deep Is Your Love - 6 Wochen (24. Dezember 1977 – 3. Februar 1978) |       |